# Риденхаузен
Риденхаузен (њем. Rüdenhausen) град је у њемачкој савезној држави Баварска. Једно је од 31 општинског средишта округа Кицинген. Према процјени из 2010. у граду је живјело 823 становника. Посједује регионалну шифру (AGS) 9675162.

## Географски и демографски подаци
Риденхаузен се налази у савезној држави Баварска у округу Кицинген. Град се налази на надморској висини од 264 метра. Површина општине износи 6,9 km². У самом граду је, према процјени из 2010. године, живјело 823 становника. Просјечна густина становништва износи 120 становника/km².